# Бри Ларсон
Бри Ларсон (енгл. Brie Larson; рођена 1. октобра 1989. у Сакраменту) америчка је глумица и певачица, најпознатија по улози у филму Соба из 2015. за коју је освојила бројна престижна признања, укључујући Оскара и Златни глобус за најбољу глумицу у главној улози. Такође је играла запажене улоге у драми Привремени дом (2013), која јој је донела номинацију за Награду Спирит, комедијама Скот Пилгрим против света (2011), На тајном задатку (2012), Дон Џон (2013) и Хаос у најави (2015) и серији Уједињене Државе Таре.

## Филмографија
| Улоге у филмовима   |                                     |               |                                | |
| Година              | Српски назив                        | Изворни назив | Улога                          | Напомена |
| 1999.               | Специјална испорука                 |               | мала анђелица                  | |
| 2003.               | На правој стази                     |               | Кортни Ендерс                  | |
| 2004.               | Данас 13, сутра 30                  |               | шеста девојка                  | |
| 2004.               | Преноћиште                          |               | Елизабет Данијелс              | |
| 2005.               | Медисон                             |               | тркачица                       | |
| 2006.               | Хук                                 |               | Беатрис Лип                    | |
| 2007.               | Фарса пингвина                      |               | глас                           | |
| 2008.               | Сети се погледа                     |               | Енџи                           | |
| 2009.               | Нигде као код куће                  |               | Сузан „Сузи” Декер             | |
| 2009.               | Најважнији је Пек                   |               | Емили                          | |
| 2009.               | Тенер Хол                           |               | Кејт                           | |
| 2010.               | Гринберг                            |               | Сара                           | |
| 2011.               | Скот Пилгрим против света           |               | Натали "Енви" Адамс            | |
| 2011.               | Бедем                               |               | Хелен                          | |
| 2012.               | На тајном задатку                   |               | Моли                           | |
| 2012.               | Невоље са Блисом                    |               | Стефани Јосески                | |
| 2013.               | Горка поморанџа                     |               | Миртл                          | кратки филм |
| 2013.               | Дон Џон                             |               | Моника Мартело                 | |
| 2013.               | Привремени дом                      |               | Грејс                          | номинација - Награда Удружења телевизијских филмских критичара за најбољу глумицу у главној улози номинација - Награда Спирит за најбољу глумицу у главној улози номинација - Онлајн награда Друштва филмских критичара за најбољу главну женску улогу |
| 2013.               | Спектакуларна садашњица             |               | Касиди                         | |
| 2014.               | Коцкар                              |               | Ејми Филипс                    | |
| 2015.               | У потрази за ватром                 |               | Макс                           | |
| 2015.               | Хаос у најави                       |               | Ким Таунсенд                   | |
| 2015.               | Соба                                |               | Џој Њусом                      | Оскар за најбољу глумицу у главној улози БАФТА за најбољу глумицу у главној улози Златни глобус за најбољу главну глумицу у играном филму (драма) Награда Удружења филмских глумаца за најбољу глумицу у главној улози Награда Удружења телевизијских филмских критичара за најбољу глумицу у главној улози Награда Спирит за најбољу глумицу у главној улози номинација - БАФТА за будућу звезду номинација - Награда Сателит за најбољу глумицу у главној улози номинација - Онлајн награда Друштва филмских критичара за најбољу главну женску улогу |
| 2017.               | Конг: Острво лобања                 |               | Мејсон Вивер                   | |
| 2019.               | Капетан Марвел                      |               | Керол Денверс / Капетан Марвел | |
| 2019.               | Осветници: Крај игре                |               | Керол Денверс / Капетан Марвел | |
| 2021.               | Шенг-Чи и легенда о десет прстенова |               | Керол Денверс / Капетан Марвел | камео |
| 2023.               | Паклене улице 10                    |               | Тес                            | |
| 2023.               | Капетан Марвел 2                    |               | Керол Денверс / Капетан Марвел | |
| Улоге у ТВ серијама |                                     |               |                                | |
| 1998.               | Вечерњи шоу Џеја Леноа              |               | различите улоге                | 2 епизоде |
| 1998.               | Имати у чувати                      |               | Лили Квин                      | 2 епизоде |
| 1999.               | Додир анђела                        |               | Рејчел                         | епизода: |
| 1999.               | Популарна                           |               | Робин Робин                    | епизода: |
| 2000.               | Онда си дошла ти                    |               | млада Алисон                   | епизода: |
| 2000.               | Шимел                               |               | Саманта                        | пилот епизода |
| 2001–02             | Одрастање с татом                   |               | Емили Стјуарт                  | 22 епизоде |
| 2003.               | Хоуп и Фејт                         |               | Сидни Шановски                 | пилот епизода |
| 2008.               | Шапат духова                        |               | Криста Ајзенбург               | 1 епизода |
| 2009–11             | Уједињене Државе Таре               |               | Кејт Грегсон                   | 36 епизода |
| 2011.               | Лига                                |               | Ешли                           | 2 епизоде |
| 2013.               | Кролов шоу                          |               | студенткиња                    | 2 епизоде |
| 2013–14             | Заједница                           |               | Рејчел                         | 3 епизоде |
| 2022.               | Госпођица Марвел                    |               | Керол Денверс / Капетан Марвел | 1 епизода |
| 2023.               | Лекције из хемије                   |               | Елизабет Зот                   | главна улога |